# Pa Modou Gai
Pa Modou Gai (auch in der Schreibweise Pa Mamadou Gai) (* 10. Oktober 1977 in Gambia) ist ein Leichtathlet aus dem westafrikanischen Staat Gambia, der sich auf die Kurzstrecke spezialisiert hat. Er nahm an zwei Olympischen Spielen teil.

## Olympia 1996
Pa Modou Gai nahm bei den Olympischen Sommerspielen 1996 in Atlanta an zwei Wettbewerben teil:
- Im Wettbewerb 100-Meter-Lauf war Gai der ersten Runde der sechsten Gruppe zugeteilt. Den Wettbewerb beendete er als Achter in einer Zeit von 10,72 Sekunden. Für eine zweite Runde qualifizierte er sich nicht.
- Im Wettbewerb 4-mal-100-Meter-Staffel lief er zusammen mit Dawda Jallow, Momodou Sarr und Cherno Sowe. Gai lief als Vierter der Staffel, die im Vorlauf mit 41,80 s Letzte wurde und sich damit nicht für das Halbfinale qualifizieren konnte.

## Olympia 2000
Pa Modou Gai nahm bei den Olympischen Sommerspielen 2000 in Sydney an einem Wettbewerb teil:
- Im Wettbewerb 100-Meter-Lauf war Gai der ersten Runde der ersten Gruppe zugeteilt. Den Wettbewerb beendete er als Achter in einer Zeit von 11,03 Sekunden. Für eine zweite Runde qualifizierte er sich nicht.

## Persönliche Bestzeiten
- 100 Meter: 10,72 s (1996)